# Chevrolet Capitol
La Capitol Serie AA (o semplicemente Capitol) è stata un'autovettura compact prodotta dalla Chevrolet nel 1927.

## Storia
Le carrozzerie disponibili erano torpedo quattro porte, roadster due porte, berlina due porte, coupé due porte e landaulet quattro porte.
Il modello era dotato di un motore a quattro cilindri in linea e valvole in testa da 2.802 cm³ di cilindrata che sviluppava 26 CV di potenza. I freni erano a nastro sulle ruote posteriori. Il cambio era a tre rapporti e la trazione era posteriore.
Di questa vettura, ne furono prodotti 678.540 esemplari.